# Subarnapur
Subarnapur (nep. सुवर्णपुर) – gaun wikas samiti w środkowej części Nepalu w strefie Narajani w dystrykcie Parsa. Według nepalskiego spisu powszechnego z 2001 roku liczył on 711 gospodarstw domowych i 3755 mieszkańców (1950 kobiet i 1805 mężczyzn).